# Robin Montgomery
Robin Montgomery (nació el 5 de septiembre de 2005) es una tenista profesional de la estadounidense.
Montgomery tiene un ranking de individuales WTA más alto de su carrera, N.º 105, logrado el 26 de agosto de 2024. También fue N.º 119 en dobles, logrado el 11 de septiembre de 2023.
En junio de 2024, llegó a su primer cuartos de final en la WTA en el Torneo de 's-Hertogenbosch 2024.